# Чемпіонат світу з кросу 1990
Чемпіонат світу з кросу 1990 був проведений 24 березня в Екс-ле-Бені.
Місце кожної країни у командному заліку серед дорослих чоловічих команд визначалося сумою місць, які посіли перші шестеро спортсменів цієї країни. При визначенні місць дорослої жіночої та обох юніорських команд брались до уваги перші чотири результати відповідно.

## Чоловіки
| Першість | Золото | Золото                             | Срібло | Срібло                           | Бронза | Бронза                               |
| -------- | --- | ---------------------------------- | --- | -------------------------------- | --- | ------------------------------------ |
| Особиста | Халід Сках Марокко | 34.21                              | Мозес Тануї Кенія | 34.21                            | Джуліус Корір Кенія | 34.22                                |
| Командна | КеніяМозес Тануї Джуліус Корір Вільям Мутвол Ібрагім Кінутія Пол Кіпкоеч Боніфас Меранде Джон Нгугі Джозеф Кіптум Семмі Ньянгінча | 42 очки2 3 5 6 9 17 (20) (22) (25) | ЕфіопіяХаджі Бульбула Абебе Меконнен Тесфає Тафа Аддіс Абебе Джіло Дубе Дебебе Деміссе Чалія Келеле Вамі Алемаєху Феїса Мелесе | 964 8 14 19 24 27 (33) (74) (90) | ІспаніяАнтоніо Прієто Мартін Фіс Алехандро Гомес Хосе Мануель Гарсія Абель Антон Константино Еспарсія Антоніо Серрано Вісенте Поло Хосе Карлос Адан | 17610 15 32 36 38 45 (61) (69) (153) |

| Першість | Золото                                                                                     | Золото                   | Срібло                                                                                       | Срібло              | Бронза                                                                                                 | Бронза                  |
| -------- | ------------------------------------------------------------------------------------------ | ------------------------ | -------------------------------------------------------------------------------------------- | ------------------- | --- | ----------------------- |
| Особиста | Кіб'єго Корорія Кенія                                                                      | 22.13                    | Річард Челімо Кенія                                                                          | 22.14               | Фіта Баїсса Ефіопія                                                                                    | 22.24                   |
| Командна | КеніяКіб'єго Корорія Річард Челімо Ісмаель Кіруї Самуель Отьєно Метью Бірір Ентоні Кіпроно | 12 очок1 2 4 5 (6) (125) | ЕфіопіяФіта Баїсса Абрахам Ассефа Ассефа Гебремедхін Тесгіє Легессе Даді Тамрат Лемі Ерпасса | 273 7 8 9 (10) (14) | ІталіяСтефано Бальдіні Вінченцо Модіка Франческо Беннічі Крістіан Лойпрехт Оскар Джілотті Антоніо Чучо | 8513 17 27 28 (64) (75) |

## Жінки
| Першість | Золото | Золото                      | Срібло                                                                             | Срібло                 | Бронза                                                                                           | Бронза           |
| -------- | --- | --------------------------- | ---------------------------------------------------------------------------------- | ---------------------- | ------------------------------------------------------------------------------------------------ | ---------------- |
| Особиста | Лінн Дженнінгс США                                                                                        | 19.21                       | Марія Альбертіна Діаш Португалія                                                   | 19.33                  | Олена Романова СРСР                                                                              | 19.33            |
| Командна | СРСРОлена Романова Надія Галлямова Ольга Назаркіна Регіна Чистякова Наталія Сороківська Тетяна Позднякова | 37 очок3 10 11 13 (28) (51) | ЕфіопіяЛючія Їшак Дерарту Тулу Аденеш Еркело Гете Урге Тігіст Мореда Аддіс Гезаньє | 754 15 25 31 (66) (78) | ПортугаліяМарія Альбертіна Діаш Марія Консейсан Феррейра Аурора Кунья Моніка Гама Люсілія Суареш | 802 7 21 50 (72) |

| Першість | Золото                                                                                | Золото                   | Срібло                                                                                 | Срібло                 | Бронза                                             | Бронза           |
| -------- | ------------------------------------------------------------------------------------- | ------------------------ | -------------------------------------------------------------------------------------- | ---------------------- | -------------------------------------------------- | ---------------- |
| Особиста | Лю Шисян КНР                                                                          | 14.19                    | Янь Цинлань КНР                                                                        | 14.20                  | Сюзан Чепкемеї Кенія                               | 14.22            |
| Командна | КеніяСюзан Чепкемеї Керолайн Квамбаї Ліна Чесіре Енн Мвангі Джейн Екімат Тегла Лорупе | 20 очок3 4 5 8 (13) (16) | ЯпоніяХаякарі Мінорі Терасакі Сікі Осакі Юмі Койкава Нацує Окамото Макіко Отані Хозумі | 449 10 11 14 (18) (30) | КНРЛю Шисян Янь Цинлань Лю Сянь Лю Яньїн Лі Лібінь | 681 2 27 38 (46) |

## Медальний залік
| Місце                | Країна               | Золото | Срібло | Бронза | Загалом |
| -------------------- | -------------------- | ------ | ------ | ------ | ------- |
| 1                    | Кенія                | 4      | 2      | 2      | 8       |
| 2                    | КНР                  | 1      | 1      | 1      | 3       |
| 3                    | СРСР                 | 1      | 0      | 1      | 2       |
| 4                    | Марокко              | 1      | 0      | 0      | 1       |
| 4                    | США                  | 1      | 0      | 0      | 1       |
| 6                    | Ефіопія              | 0      | 3      | 1      | 4       |
| 7                    | Португалія           | 0      | 1      | 1      | 2       |
| 8                    | Японія               | 0      | 1      | 0      | 1       |
| 9                    | Іспанія              | 0      | 0      | 1      | 1       |
| 9                    | Італія               | 0      | 0      | 1      | 1       |
| Загалом (10 збірних) | Загалом (10 збірних) | 8      | 8      | 8      | 24      |

## Українці на чемпіонаті
Єдиний представник Української РСР у складі збірної СРСР на чемпіонаті — вінничанин Олег Сироєжко — за підсумками чоловічого забігу був 49-м на фініші, а у командному заліку радянської збірної — 7-м.